# Brabham BT19
Brabham BT19 (IPA: [ˈbræbəm] BT19) je dirkalnik Formule 1, ki ga je zasnoval Ron Tauranac za britansko moštvo Brabham. BT19 je bil uporabljen v sezonah 1966 in 1967, v sezoni 1966 je avstralski dirkač in soustanovitelj Brabhama Jack Brabham z njim osvojil svoj tretji in zadnji naslov prvaka. BT19, ki ga je Brabham imenoval »Old Nail«, je bil prvi dirkalnik, ki je zmagal na prvenstveni dirki Formule 1, z imenom dirkača, ki ga je upravljal.
Dirkalnik je bil prvotno pripravljen leta 1965 za 1,5L motor Coventry Climax, toda nikoli ni dirkal z njim, kajti za sezono 1966 je FIA podvojila dovoljeno delovno prostornino motorja na 3,0L. Avstralska tovarna Repco je proizvedla nov V8 motor, s katerim je Brabham dirkal v sezoni 1966, toda zaradi spora med Brabhamom in Tauranacom o vlogi slednjega v moštvu, ni bilo časa za izdelavo dirkalnika okoli motorja Repco, zato je bila že obstoječa šasija BT19 predelana za nov motor.
Dirkalnik BT19 je bil izdelan le v enem primerku, leta 2008 je njegov lastnik Repco, na ogled pa je v National Sports Museum v Melbournu, Avstralija. Pogosto je tudi predstavljen na motošportnih prireditvah.

## Koncept
Dirkalnik Brabham BT19 je zasnoval avstralski dizajner Ron Tauranac za Brabham Racing Organisation (BRO) za sezono 1965 Svetovnega prvenstva Formule 1. BT19 je bil podobno kot Lotus 39 zgrajen okoli novega motorja Coventry Climax FWMW flat-16. Izdelan je bil le v enem primerku in v originalni zasnovi ni nikoli dirkal. Climax je opustil razvoj motorja FWMV pred koncem leta 1965, ker se je obstoječi motor FWMV V8 izkazal za dovolj močnega za sedem zmag Jima Clarka z Lotusom 33 in s tem naslov prvaka. Za sezono 1966 je bila dovoljena delovna prostornina motorjev Formule 1 podvojena z 1,5L na 3,0L. Ni bilo mogoče predelati obstoječih 1,5L motorjem, da bi v večjem izkoristili podvojeno prostornino, zato se Climax odločil, da sploh ne bo izdeloval 3,0L motorjev. S tem je več moštev Formule 1 ostalo brez primernega motorja za sezono 1966.
Novi 3,0L motorji ostalih proizvajalcev so bili zaradi pomanjkanja časa slabo razviti in nezanesljivi, vsi pa so imeli vsaj dvanajst valjev. Ob nespremenjenih ostalih komponentah, je več valjev dovoljevalo manjše in lažje gibajoče komponente, kar je prineslo višje rotacijske hitrosti in s tem večjo moč. Toda več valjev je tudi pomenilo več gibajočih komponent, kar je lahko pomenilo večjo težo motorja ter tudi večjo nezanesljivost. Jack Brabham, lastnik in glavni dirkač BRO, je pri iskanju primernega dobavitelja motorjev izbral drug pristop. Prepričal je avstralsko tovarno Repco naj za njegovo moštvo izdela nov 3,0L osemvaljni motor, ki bi v veliki meri temeljil na že obstoječih in dobro preizkušenih komponentah. Brabham in Repco sta se zavedala, da se motor po sami moči ne bo mogel primerjati s konkurenco, toda lažji in zelo zanesljiv motor bi lahko prinesel dober rezultat v prvenstvu, ker bi se konkurenti še otepali nezanesljivosti novih motorjem.
Brabhamove dirkalnike je izdeloval Motor Racing Developments Ltd. (MRD), lastnika katerega sta bila Tauranac in Jack Brabham in ki je izdeloval dirkalnike za stranke v več dirkaških serijah. Dirkaško moštvo za Formulo 1, BRO, je bilo povsem ločeno podjetje v stoodstotni lasti Jacka Brabhama.  Dirkalnike je kupoval od MRD, toda Tauranac je imel zelo malo direktnega stika z dirkaškim moštvom Formule 1 med sezonama 1962 in 1965. Iz tega razloga je Tauranac ob koncu sezone 1965 izgubljal interes za tak sistem, v katerem se ni niti udeleževal dirk.  Razmišljal je celo o izstopu iz projekta Formule 1. Čeprav je Brabham preizkušal šasije drugih konstruktorjev, pa sta se s Tauranacom dogovorila, da bo imel slednji večjo vlogo v moštvu Formule 1, MRD je tako postopoma prevzel vlogo BRO. Ta dogovor je bil dosežen šele novembra 1965. Repco je poslal prvi vzorec novega motorja na sedež podjetja v Združenem kraljestvu konec leta 1965, le nekaj tednov pred prvo dirko Formule 1 pod novimi pravili, neprvenstveno dirko za Veliko nagrado Južne Afrike, ki je potekala 1. januarja 1966. Namesto izdelave povsem nove šasije v zelo kratkem času, je BRO uporabil šasijo F1-1-1965, edini primerek dirkalnika BT19, ki pa še ni bil uporabljen.

## Šasija in vzmetenje
Tauranac je zgradil BT19 okoli jeklene sestavljene šasije, podobe predhodnim dirkalnikom Brabham. Uporaba sestavljene šasije je veljala za konzervativno odločitev, kajti večina konkurentov je do sezone 1966 že upravljalo teoretično lažje in močnejše šasije iz enovite školjke, ki jo je prvič uporabil Lotus že v sezoni 1962. Tauranac je verjel, da enovite školjke niso mnogo močnejše od dobro zgrajene sestavljene šasije, ob tem pa so težje za vzdrževanje in popravljanje. Slednje je bil velik dejavnik pri odločitvi Brabhama, kajti v tistem času so bili največji izdelovalec enosedežnih dirkalnikom po naročilu na svetu. Ugled podjetja je deloma temeljil tudi na BRO, praktično tovarniškem moštvu, ki je dirkalo z enakim materialom, kot so ga tudi dobavljali strankam, za katere je lažje vzdrževanje zelo pomembno. Novost na dirkalniku je bila uporaba ovalnega dela, namesto dosedanje okrogle oblike, okoli sedeža dirkača. V sestavljeni ali enoviti šasiji je cockpit v bistvu luknja v strukturi, ki zato slabi celotno konstrukcijo. Ovalna konstrukcija je že po definiciji trdnejša od popolnoma okrogle oblike. Tauranac je imel že pripravljene ovalne komponente, s katerimi je utrdil predel okrog cockpita. Dirkalnik je tehtal okoli 567 kg, sicer 67 kg nad minimalno težo dirkalnika v sezoni 1966, je bil vseeno med lažjimi dirkalniki. Težo dirkalnika pripravljenega na dirko z dirkačem in gorivom ocenjujejo na 642 kg, kar je okoli 127 kg manj od glavnega konkurenta Cooper T81-Maserati, ki je imel sicer močnejši motor.
Ohišje dirkalnika BT19 je iz s steklom ojačane plastike, obarvane v običajno Brabhamovo zeleno dirkaško barvo z zlato obrobo na nosu dirkalnik in zadnjem delu. Čeprav aerodinamika v Formuli 1 do sezone 1968 še ni bila razvita, je Tauranac pri izdelavi dirkalnika uporabljal vetrovnik Motor Industry Research Association že od leta 1963 za izdelavo osnovne oblike šasije. Brabham je pripisal dirkalnikov nizek nos in zaobljen pokrov motorja Tauranacovi pozornosti za aerodinamiko. Med sezono 1967 je bila aerodinamika dirkalnika izboljšana z dodatnima majhnima krilcema na nosu dirkalnika, ki sta še bolj pritiskala prednji del dirkalnika k tlom.
V nasprotju s smernicami, ki jih je začrtal Lotus 21 v sezoni 1961, je vzmetenje dirkalnika BT19, ki nadzoruje relativno premikanje šasije in koles, spredaj in zadaj zunanje. To pomeni, da so vzmeti in blažilniki nameščeni v prostoru med kolesi in ohišjem dirkalnika, kjer vplivajo na pretok zraka in s tem povečujejo neželen zračni upor. Tauranac je vztrajal pri tem konzervativnem konceptu zaradi testov v vetrovniku v začetku šestdesetih let, ki so kazali, da bolj zapleteni notranji sistem vzmetenja prinese le 2% manjši zračni upor pri celotnem dirkalniku. Presodil je, da dodatni čas, ki bi ga potreboval na izdelavo notranjega vzmetenja na dirkališču, ne odtehta te po njegovem mnenju majhne pridobitve. Sprednje vzmetenje je sestavljeno iz neenako dolgih in ne paralelnih dvojih vzmeti. Na trdni del, na katerem so nameščena že kolesa in zavore, so namestili komponente Alford & Alderja, ki so jih uporabljali na britanskih avtomobilih Triumph Herald. Zadnje vzmetenje je izdelano iz enega samega zgornjega dela, spodnje vzmeti in dveh ukrivljenih delov. Kolesa so bila prvotno premera 330 mm (13 inčev), kmalu pa so jih nadomestili zadaj s 380 mm (15 inčev), kasneje pa še spredaj. To je omogočilo uporabo večjega in močnejšega zavornega sistema. Na vseh štirih kolesih so uporabljeni jekleni zavorni diski premera 270 mm za manjša in 280 mm za večja kolesa. BT19 je vseskozi dirkal s pnevmatikami Goodyear.
BT19 je nadaljeval tradicijo Tauranaca po produkcijskih dirkalnikih, ki so bili zelo dobro vodljivi. Brabham je kasneje komentiral dirkalnik kot »prelepo uravnotežen in zelo primeren za drsenje skozi hitre ovinke«. Brabham je dirkalnik ljubkovalno imenoval »Old Nail«. Ron Tauranac je to pojasnil z besedami, da je bil dirkalnik star dve leti, odličen za vožnjo in brez napak."

## Motor in prenos
Motorji Repco so bili zasnovani in zgrajeni s strani majhne ekipe hčerinske tovarne Repco, Repco-Brabham engines Pty Ltd, v avstralskem mestu Maidstone. Repco 620 je atmosferski osemvaljni motor v V konfiguraciji. Blok motorja so pridobili iz Oldsmobilevega aluminijastega ohišja motorja Buick V8 215. Oldsmobilovi motorji uporabljeni v avtomobilih F-85 med letoma 1961 in 1963 so bili s strani General Motors opuščeni zaradi težav v produkciji. Repco je v ogrodje vgradil svoje valje iz vlitega železa, ki so bili ojačani z magnezijevimi spoji, glave valjev so bile povezane le z eno gredjo. V notranjosti so bili ročična gred Laystall, Daimlerjeve povezovalne komponente in posebej za ta motor vliti bati. Glave valjev so bile narejene tako, da so omogočale izhod izpušni cevi na drugi strani bloka, skozi ogrodje dirkalnika, preden so zavili pri zadnje vzmetenju, kar je otežilo Tauranacovo zasnovo predelave dirkalnika Motor ima vodno hlajenje, hladilniki z vodo in posode z oljem so nameščeni v nosu dirkalnika.
Repco 620 je bil za svoj za čas lahek motor, tehtal je okoli 154 kg, v primerjavi s 227 kg Maseratijevega V12 motorja, toda v 3,0L različici za Formulo 1 je lahko razvil moč okoli 300 KM (220 kW) pri manj kot 8000 obratih na minuto (rpm). Ferrarijevi in Maseratijevi motorji V12 so lahko na primer razvili moč 330–360 KM (250–270 kW). Kljub temu pa je Repcov motor proizvajal velik navor na velikem delu obratov motorja, vse od 3500 rpm do 316 Nm pri 6500 rpm.
Vgrajeni v lahko šasijo BT19, so bili Repcovi motorji tudi zelo učinkoviti pri porabi goriva, ob debiju dirkalnika je Brabham povedal, da ima BT19 porabo 40 L/100 km, med tem ko so imeli njegovi močnejši konkurentje porabo tudi 70 L/100 km. To je pomenilo, da je imel lahko na štartu dirke le 160 L goriva, Cooper T81-Maserati, na primer, pa je moral štartati s 250 L goriva. Motor je imel še eno prednost, saj so bili nadomestni deli poceni. Na primer blok motorja je stal 11 £, povezovalna komponenta glav valjev pa 7 £.
Motorji Repco 740 so imeli na treh dirkah v sezoni 1967 lažje ohišje motorja, ki ga je izdelal Repco. Izboljšane so bile tudi glave valjev, ki so med drugim omogočale centralno nameščeno izpušno cev, tako da le-ta ni več potekala skozi sogrodje dirkalnika ali zadnje vzmetenje.
BT19 je bil prvotno opremljen z menjalnikom Hewland HD (Heavy Duty), ki je bil narejen za 2,0L motorje. Zaradi večje moči 3.0L motorja menjalnik ni mogel prenesti polnega pospeševanja ob štartu, zato je Brabham običajno štartal bolj previdno in pazil na menjalnik. HD je kasneje zamenjal DG (Different Gearbox), ki je bil izdelan na zahtevo tako Brabhama kot tudi moštva Anglo American Racers, kasneje pa so ga prevzeli še mnogi drugi konstruktorji.

## Dirkaška zgodovina
Čeprav je bil BT19 s strani svojega dizanjnerja označen kot neka začasne rešitev po sili razmer, se je izkazal kot zelo uspešen dirkalnik predvsem v rokah Jacka Brabhama. Z njim je pred začetkom Svetovnega prvenstva Formule 1 v sezoni 1966 nastopil na več neprvenstvenih dirkah. Na dirki za Veliko nagrado Južne Afrike v East Londonu 1. januarja je bil BT19 edini dirkalnik z novim 3,0L motorjem. Brabham je osvojil najboljši štartni položaj in vodil večji del dirke, toda zaradi okvare črpalke za gorivo je moral dostopiti. Podobna okvara se je Brabhamu primerila tudi na dirki za Veliko nagrado Sirakuz, toda na dirki BRDC International Trophy je Brabham osvojil najboljši štartni položaj, postavil rekord dirkališča Silverstone in vodil celotno dirko, premagal je tudi Johna Surteesa v novem 3,0L Ferrariju.
Sezona Svetovnega prvenstva se je začela z dirko za Veliko nagrado Monaka, kjer je Brabham nastopil prehlajen, zato se je slabo kvalificiral, na dirki pa je odstopil zaradi okvare menjalnika. Na dirki je zmagal Jackie Stewart z 2,0L dirkalnikom BRM P261. Na drugi dirki za Veliko nagrado Belgije na slovitem dirkališču Spa-Francorchamps je Brabham preživel ogromen zdrs pri 215 km/h v dežju v prvem krogu. Zaradi plohe je odstopila polovica dirkačev, tudi Stewart, ki je moral zaradi poškodb izpustiti tudi naslednjo dirko. BT19 z Goodyearovimi pnevmatikami ni bil primeren za dirkanje po mokrem, kljub temu je Brabham osvojil četrto mesto med petimi uvrščenimi, zmagal pa je Surtees v Ferrariju.
Na dirki za Veliko nagrado Francije na hitrem dirkališču Reims-Gueux je Brabham sledil vodilnem Lorenzu Bandiniju v hitrejšem Ferrariju vse od začetka dirke. Zaradi vožnje v tekmečem zavetrju je po ravnini lahko vozil tudi 13 km/h hitreje, kot je bila končna hitrost BT19. Tako je lahko Brabham zadržal za seboj drugega dirkača Ferrarija in novinca Mikea Parkesa. Po dvanajstih krogih se je Bandini začel oddaljevati od Brabhama, kasneje tudi za pol minute, toda italijan je imel v 32-em krogu manjšo okvaro kabla za plin, tako da je Brabham uspel zmagati pred Parksom, s čimer je postal prvi zmagovalec v zgodovini Formule 1 z zmago v dirkalniku, ki je nosil njegovo ime.
Čeprav je bil prvi primerek novega dirkalnika Brabham BT20 nared že za dirko v Reimsu, je Brabham  še naprej dirkal z BT19, s katerim je zmagal na naslednjih treh prvenstvenih dirkah. Ferrari, ki je bil konkurenčen na vseh teh treh dirkah, se ni udeležil dirke za Veliko nagrado Velike Britanije na dirkališču Brands Hatch. Na rahlo vlažni stezi, na kateri je bilo tudi nekaj olja, je Brabham osvojil najboljši štartni položaj in vodil od štarta do cilja. Na naslednji prvenstveni dirki za Veliko nagrado Nizozemske je Brabham počasno dirkališče Zandvoort ocenil za »še bolj spolzko kot Brands Hatch«. Brabham je uspel zmagati po tem, ko je 2,0L dirkalnik Lotus 33-Climax Jima Clarka, ki je Brabhama prehitel na polovici dirke, zaradi pregrevanja opravil dolg postanek v boksih. Velika nagrada Nemčije je potekala na znamenitem dirkališču Nürburgring-Nordschleife, ki ga je Brabham opisal kot »Brands Hatch na steroidih«. V prvem krogu je Brabham povedel pred Surteesom, zdaj v Cooper-Maseratiju, po tem ko je zapustil Ferrari. Brabham je po boju z Britancem skozi celo dirko v dežju uspel zmagati. S štirimi zmagami in več uvrstitvami v točke od konkurentov, je imel Brabham zdaj že 22 točk prednosti v dirkaškem prvenstvu, ujela ga bi lahko le še Surtees ali Stewart, v primeri zmag na vseh zadnjih treh dirkah.
Jack Brabham je BT19 uporabil tudi na dirki za Veliko nagrado Italije na hitrem dirkališču Autodromo Nazionale Monza. Izdelan je bil že drugi dirkalnik Brabham BT20, Brabham ga je tudi preizkusil na prostem treningu, toda odločil se je za BT19, za katerega se mu je zdelo, da ima močnejši motor. Kot na dirki v Reimsu, je Brabham vozil v zavetru vodilnih dirkačev, toda zaradi puščanja olja je odstopil v osmem krogu. Ker ne Surtees, ne Stewart nista končala dirke, je Brabham vseeno osvojil svoj tretji naslov prvaka, s čimer je postal prvi in za zdaj edini prvak Formule 1 z dirkalnikom, ki je nosil njegovo ime.
Brabham je BT19 v sezoni 1966 uporavil še enkrat na neprvenstveni dirki International Gold Cup, kjer je osvojil najboljši štartni položaj in zmago, nato pa je na zadnjih dveh prvenstvenih dirkah uporabil novi BT20. BT19 je bil ponovno uporabljem na prvih štirih prvenstvenih dirkah sezone 1967 z novim motorjem Repco 740 pa od dirke za Veliko nagrado Monaka, kjer je Brabham osvojil najboljši štartni položaj, a na dirki odstopil, osvojil pa je drugo mesto na dirki za Veliko nagrado Nizozemske.
Motošportni zgodovinar Doug Nye je kot razlog za nepričakovano konkurenčnost dirkalnika BT19 v sezoni 1966 v Formuli 1 označil veliko razliko v teži proti Ferrariju, BRM, Cooper-Maseratiju, Eagle-Weslaku in Hondi, katerih dirkalniki in predvsem motorji niso bili dovolj zanesljivi, 2,0L Climaxi in Lotusi z V8 BRM motorji pa niso bili dovolj močni.
BT19 je dirkal tudi na zadnjih dveh avstralskih dirkah Formule Tasman v sezoni 1966, ki je potekala pod pravili Formule 1 pred letom 1961, z maksimalno dovoljeno kapaciteto motorja 2,5L. Formula Tasman je bila osnovni namen motorjem Repco in udeležba Brabhama naj bi pomagala uveljaviti njihov 2,5L motor. Frank Hallam, šef Repco-Brabhama za dizajn in izgradnjo motorjev Repco, je povedal, da manjša verzija motorja ni imela tako dobrega izkoristka porabljenega goriva kot 3,0L različica, ki tudi ni bila zelo močna. BT19 je z 2,5L motorjem zabeležil po en odstop in tretje mesto.

## Dirkalnik po »upokojitvi«
Po letu 1967 BT19 ni več nastopal na pomembnejših dirkah. Brabham se je upokojil in se konec leta 1970 preselil nazaj v Avstralijo. Do leta 1976 je ostal lastnik dirkalnika, nato pa ga je dal Repcu, kjer je bil s strani Repco Engine Parts Group restavriran. Leta 1986 je bil ustanovljen Automotive Components Ltd. (ACL) z menedžerskim odkupom Repca, ki je vseboval tudi prenos BT19 na novo družbo. Po restavriranju je dirkalnik pogosto prikazan na dirkaških dogodkih, tudi na premiernih dirkah za Veliko nagrado Avstralije na dirkališču Adelaide v sezoni 1985 in Veliko nagrado Avstralije na dirkališču Melbourne v sezoni 1996. Prikazan je bil tudi na prireditvi Goodwood Revival 2004 v Veliki Britaniji. ACL je prodal dirkalnik nazaj Repcu leta 2004. Od leta 2008 je dirkalnik razstavljen v melbournskem muzeju Australian National Sports Museum.
Leta 2002, na premiernem zgodovinskem mitingu Speed on the Tweed v Murwillumbahu je Brabham, takrat star 76 let, komentiral: »Bil je odličen dirkalnik skozi vsa ta leta, je odlično vzdrževan, zato ga je užitek voziti. Prihod v Murwillumbah je bil odličen izgovor, da sedem vanj in ga ponovno peljem, česar se ne bom nikoli naveličal.«

## Popolni rezultati Formule 1

### Prvenstvene dirke
(legenda) (Odebeljene dirke pomenijo najboljši štartni položaj)
| Leto | Moštvo  | Motor    | Gume | Dirkači      | 1   | 2   | 3   | 4   | 5   | 6   | 7   | 8   | 9   | 10  | 11  | Toč | Prv |
| ---- | ------- | -------- | ---- | ------------ | --- | --- | --- | --- | --- | --- | --- | --- | --- | --- | --- | --- | --- |
| 1966 | Brabham | Repco V8 | G    |              | MON | BEL | FRA | VB  | NIZ | NEM | ITA | ZDA | MEH |     |     | 39  | 1.  |
| 1966 | Brabham | Repco V8 | G    | Jack Brabham | Ret | 4   | 1   | 1   | 1   | 1   | Ret |     |     |     |     | 39  | 1.  |
| 1967 | Brabham | Repco V8 | G    |              | JAR | MON | NIZ | BEL | FRA | VB  | NEM | KAN | ITA | ZDA | MEH | 6   | 1.  |
| 1967 | Brabham | Repco V8 | G    | Jack Brabham |     | Ret | 2   |     |     |     |     |     |     |     |     | 6   | 1.  |
| 1967 | Brabham | Repco V8 | G    | Denny Hulme  |     |     |     | Ret |     |     |     |     |     |     |     | 6   | 1.  |

### Neprvenstvene dirke
| Leto | Dirka                       | Dirkališče       | Dirkač        | Rezultat | Serija         | Poročilo |
| ---- | --------------------------- | ---------------- | ------------- | -------- | -------------- | -------- |
| 1966 | Velika nagrada Južne Afrike | East London      | Jack Brabham  | Ret      | Formula 1      | Poročilo |
| 1966 | Sandown Park Cup            | Sandown          | Jack Brabham  | Ret      | Formula Tasman | Poročilo |
| 1966 | South Pacific Trophy        | Longford         | Jack Brabham  | 3        | Formula Tasman | Poročilo |
| 1966 | Velika nagrada Sirakuz      | Sirakuza         | Jack Brabham  | Ret      | Formula 1      | Poročilo |
| 1966 | BRDC International Trophy   | Silverstone      | Jack Brabham  | 1        | Formula 1      | Poročilo |
| 1966 | South Pacific Trophy        | Surfers Paradise | Jack Brabham  | DNS      | Formula Libre  | Poročilo |
| 1966 | International Gold Cup      | Oulton Park      | Jack Brabham  | 1        | Formula 1      | Poročilo |
| 1967 | International Gold Cup      | Oulton Park      | Frank Gardner | Ret      | Formula 1      | Poročilo |
| 1967 | Velika nagrada Španije      | Jarama           | Jack Brabham  | 3        | Formula 1      | Poročilo |